# Base Marambio
A Base Marambio é uma estação permanente da Antártida Argentina, operando durante todo o ano, nomeada em homenagem ao Vice-Comodoro Gustavo Argentino Marambio, um pioneiro da aviação na Antártica. Está localizada na Ilha Marambio, Terra de Graham, Península Antártica, a cerca de 100 quilômetros da vila costeira de Esperanza.
Na época de sua construção, era o primeiro campo de pouso na Antártida e ainda é um dos mais frequentemente utilizados devido à sua adequação para pousos com rodas, sendo por isso chamada de "Porta de Entrada para a Antártida" (em espanhol: Puerta de Entrada a la Antártida). É também a estação mais importante da Argentina no continente.
A partir de 2014, Marambio é uma das 13 estações de pesquisa na Antártica operadas pela Argentina.

## História
O aumento da atividade antártica que a Argentina desenvolveu desde 1940 criou a necessidade de uma pista de aviação operável durante todo o ano para unidades com rodas. O voo do Vice-Comodoro Mario Luis Olezza ao Polo Sul, a recém-construída Estação McMurdo dos Estados Unidos e as frequentes operações lançadas a partir da Base Matienzo mostraram a necessidade de garantir melhor transporte e comunicação no setor.
A Força Aérea Argentina começou a procurar um local adequado para construir um aeroporto. Em 25 de novembro de 1968, dois helicópteros operando a partir do quebra-gelo ARA General San Martín desceram na Ilha Marambio como parte dessa pesquisa. Seu relatório favorável ao local foi decisivo: não havia grandes obstáculos que pudessem dificultar a manobra das aeronaves, e seu longo planalto estava praticamente livre de gelo.

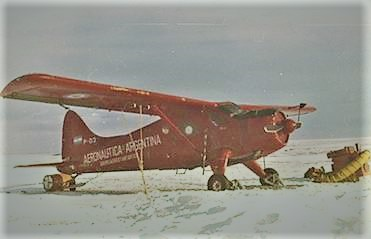
Castor DHC-2 da Força Aérea Argentina na Antártica

Em 30 de agosto de 1969, uma equipe da Força Aérea liderada pelo Vice-Comodoro Olezza ocupou a ilha, levando consigo os elementos necessários para a construção da pista de pouso projetada. Quando foi inicialmente inaugurada, a pista orientada 05/23 tinha um comprimento de 300 m. Foi a primeira no continente. A tarefa levou três meses de trabalho e culminou quando um De Havilland Canada DHC-2 Beaver, equipado com rodas convencionais, decolou da Estação Matienzo e pousou no novo aeroporto. Antes do final de outubro, a pista já havia alcançado 800 m.

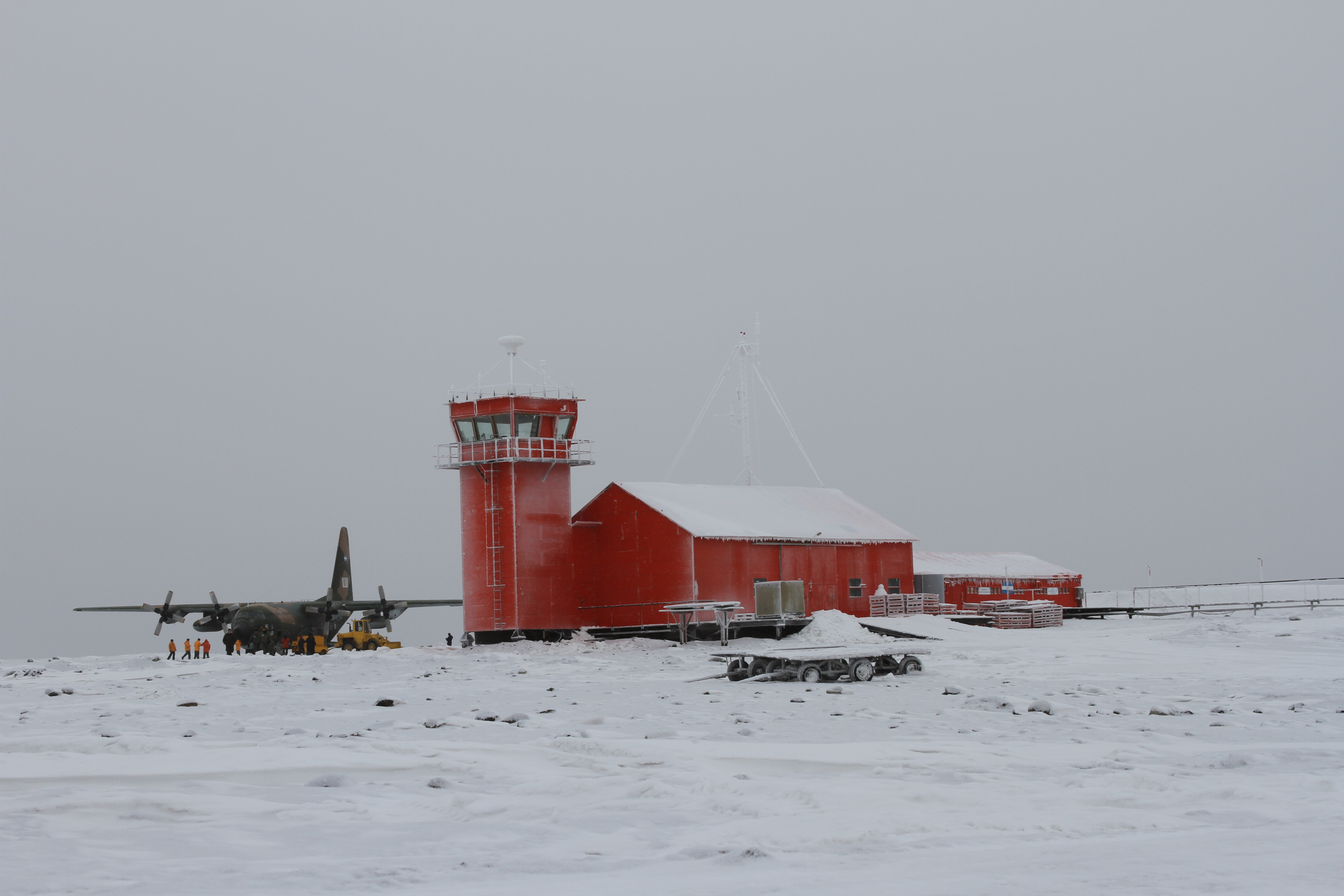
C-130 argentino e torre de controle, Aeroporto de Marambio

A estação foi fundada em 29 de outubro de 1969. Naquele dia, um Fokker F27 Friendship da Força Aérea Argentina, pilotado pelo Vice-Comodoro Erwin Roberto Kern, deixou Rio Gallegos e pousou diretamente no Aeroporto de Marambio, levando a bordo autoridades civis e militares. Foi a primeira aeronave a decolar de outro continente e pousar na Antártica usando trem de pouso convencional: a Antártica deixou de ser um lugar isolado; a partir desse dia, todas as estações antárticas domésticas e estrangeiras se interconectaram com o resto do mundo ao longo de todo o ano. Foi o evento antártico mais importante da década.
Em abril de 1970, a pista havia alcançado 1.200 por 40 m. Em 11 de abril de 1970, a Força Aérea Argentina começou a pousar seus C-130 Hercules na Antártica quando o TC-61, comandado pelo Comodoro Arturo Athos Gandolfi, pousou em Marambio, iniciando uma tradição longa e ininterrupta de abastecimento aéreo das estações antárticas argentinas a partir do continente. A aeronave presidencial Fokker F28 Fellowship T-01 Patagonia foi o primeiro jato a pousar na Antártica, aterrissando em Marambio em 28 de julho de 1973, às 13:28 h.
O tráfego comercial de passageiros de Ushuaia foi anunciado para 2018.

## Descrição

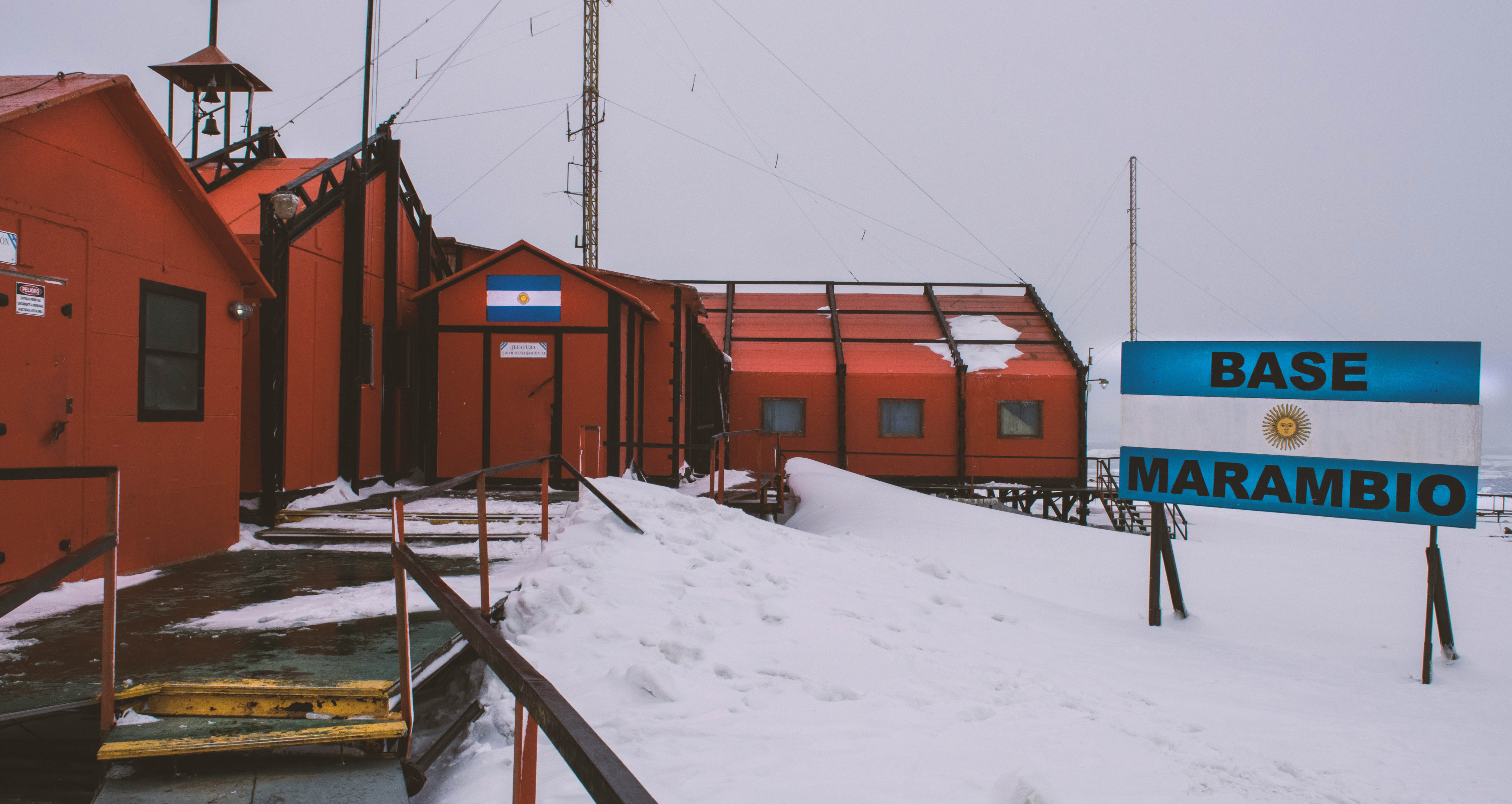
Construção principal

A partir de 2014, Marambio possui 27 edifícios com uma área coberta total que excede 20.000 m². Pode abrigar uma equipe permanente de 60 pessoas e um grande contingente de pessoal científico, alcançando até 165 pessoas.
Algumas das instalações incluem: salas principais, de jantar e de recreação; casa de emergência com capacidade para 28 camas; prédios de acomodação para pessoal; plataforma de estacionamento de aeronaves; convés de voo; terminal de passageiros de linha aérea; equipamentos de suporte terrestre de voo; biblioteca; escritório de correios; academia; uma capela católica; lavanderia; cozinha; duas câmaras frigoríficas; derretedor de neve; antena parabólica para televisão e internet via satélite; estação de rádio comunicações; veículos para transporte e reboque de pessoal (incluindo tratores, caminhões e empilhadeiras); ferramentas e veículos de manutenção de estradas (vários tratores de neve, carregadeiras de esteiras e niveladoras); oficinas mecânicas, de carpintaria, de ferraria, de tornearia, de encanamento e de eletricidade; laboratório com subestações para recepção de imagens de satélite APT (Transmissão Automática de Imagens), medição de ozônio e luz ultravioleta, montagem e lançamento de balões meteorológicos e radiossondas, Centro Meteorológico Internacional MBI e outros; diversos armazéns e depósitos; área de armazenamento de combustível; rede de água potável e esgoto; incinerador e módulo de disposição de resíduos; e sistema de combate a incêndios.

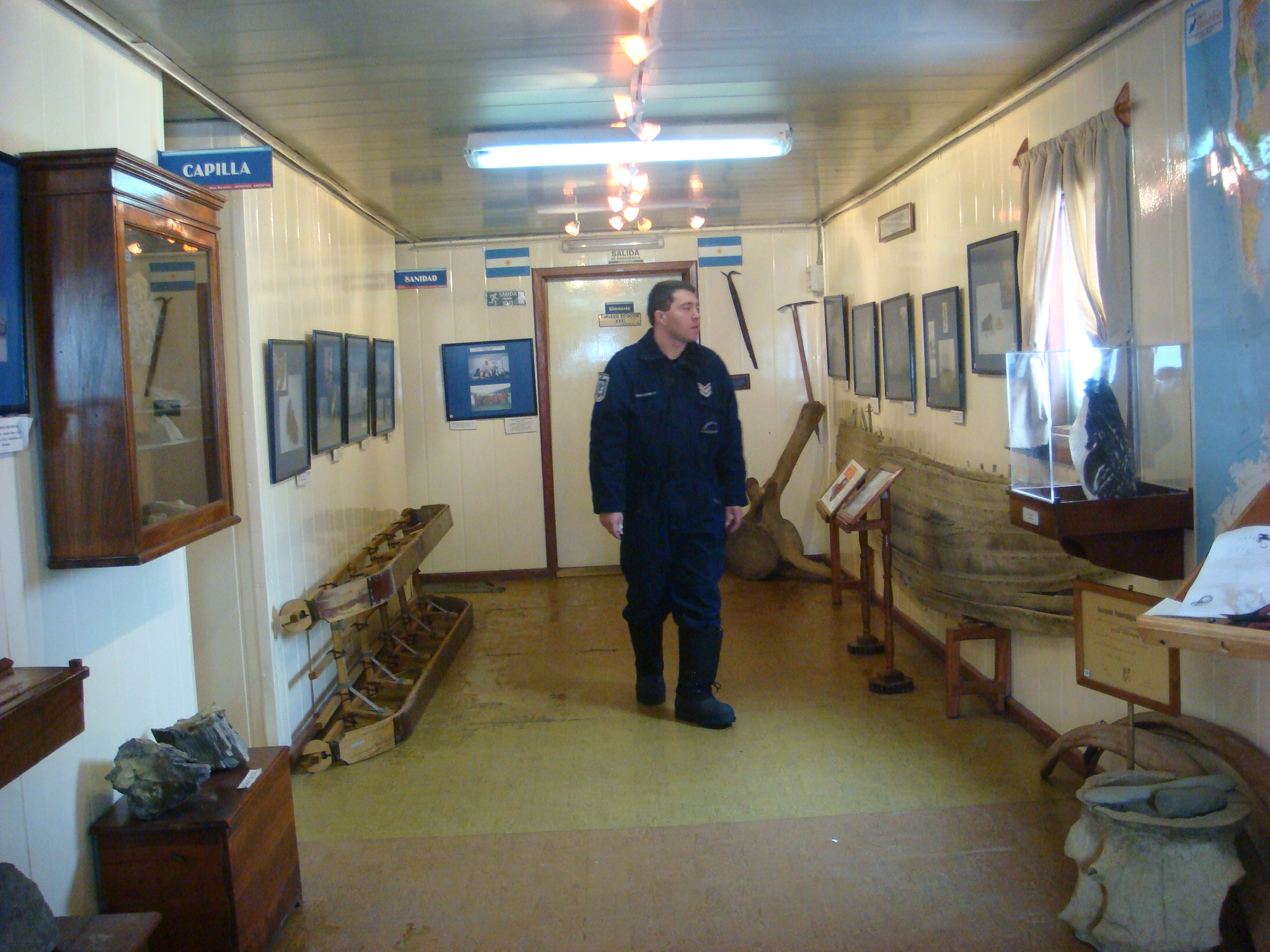
Museu "Patrulla Soberanía", Base Marambio

A estação também possui serviço de TV a cabo e serviço de telefone celular público e interno. A suíte médica, com 45 m², é atendida por um médico e três paramédicos, e possui três leitos, além de instalações para raios X, odontologia, cuidados coronarianos e telemedicina. Mais de 492.000 litros de gasóleo antártico são usados todos os anos para transporte e para alimentar a usina principal de energia de 1.000 kW, com seus três geradores Caterpillar. A estação também possui uma planta de tratamento de esgoto. A maioria dos edifícios é conectada por passarelas metálicas elevadas para isolá-los da neve e do gelo.
Em 2010, a empresa argentina CITEDEF projetou e instalou um gerador eólico na estação.

### Aeroporto
A estação é servida pelo Aeroporto de Marambio.

### Comunicações
A estação está conectada ao continente argentino e ao mundo através de uma estação de downlink via satélite com telefone, fax, TV e internet. Eles também possuem uma antena DirecTV que fornece serviço para toda a estação. As empresas argentinas de telefonia móvel Claro e a espanhola Movistar têm uma antena para cobertura local. Dentro da estação e entre as estações, o rádio é o meio de comunicação mais utilizado, principalmente através de HF, Vox/Data, VHF-AM aeronáutico e UHF-FM.
O acesso à internet é fornecido pela Speedy Argentina, permitindo que o pessoal na estação esteja permanentemente conectado aos serviços de rede. Uma LAN sem fio e Wi-Fi cobrem todo o complexo, tornando-se um dos locais mais ao sul do mundo com uma rede sem fio. O serviço telefônico é fornecido pela Telefónica de Argentina a baixas tarifas nacionais.
Em setembro de 2006, uma rede de telefonia móvel GSM também foi adicionada à estação, fornecida pela operadora móvel argentina CTI Móvil (agora Claro).

### Atividades científicas
A pesquisa científica em Marambio é planejada e executada por departamentos especializados, geralmente durante a temporada de verão:
- Ciências da Terra realizam paleontologia, estratigrafia, sedimentologia, petrografia, criologia, glaciologia e geodésia.[8][9]
- Ciências Atmosféricas incluem observações de raios cósmicos e ionosfera,[10] além de monitoramento do ozônio estratosférico.[11] O Laboratório de Ozônio LAMBI, gerenciado pela estação de Ciências Atmosféricas, iniciou em 1994 para obter registros de ozônio por absorção. É um programa conjunto com o INTA (Instituto Nacional de Técnica Aeroespacial).
- Geofísica analisa a composição, estrutura e mobilidade da litosfera antártica por meio de levantamentos sísmicos, magnéticos, magnetotelúricos e gravimétricos. Pesquisa sobre dinâmica tectônica para definir sua configuração do Cretáceo até o presente. Também realiza estudos paleoclimáticos e paleoambientais para determinar tendências relevantes durante o final do Cenozoico.
- Dinâmica e Química do Gelo investiga mudanças ocorridas na última década em geleiras selecionados nas ilhas de Ross e Vega. Também examina mudanças significativas na Plataforma de Gelo Larsen e fornece informações essenciais sobre a distribuição de icebergs antárticos ao longo das rotas das embarcações que operam na Antártica.
- Impacto Humano pesquisa processos ambientais em relação a possíveis perturbações causadas por atividades humanas na dinâmica do ecossistema terrestre na área de Marambio. O programa desenvolve diretrizes para gestão ambiental e monitoramento.

Além disso, Marambio é o lar de vários projetos científicos em andamento:
- O programa de arqueologia histórica Museoantar realiza a recuperação, preservação e restauração dos refúgios construídos pela Expedição Antártica Sueca de 1901-04 na Ilha Snow Hill.
- Em 2011, durante a missão "Mars in Marambio", cientistas da NASA chegaram à estação para testar um novo traje espacial projetado para futuras explorações em Marte.[12]
- Em 2013, o Instituto Meteorológico Finlandês, em cooperação com o Servicio Meteorológico Nacional e com a Força Aérea Argentina, iniciou um novo programa contínuo de medição atmosférica em Marambio. As observações abrangem gases de efeito estufa (principalmente CH4 e CO2), investigando as propriedades físicas, químicas e ópticas de partículas de aerossol e a radiação UV entrante e saída. Este projeto científico tornou Marambio a estação de medição atmosférica mais abrangente no continente antártico.[13]
- A estação foi escolhida para lançamentos de balões do projeto francês Estrateole para estudar a camada de ozônio.

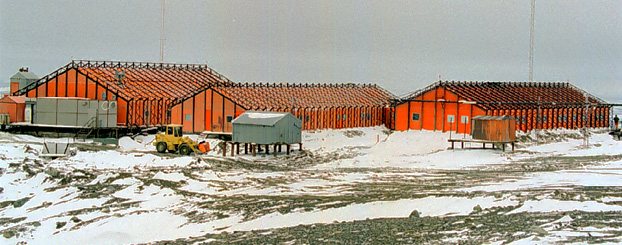
Marambio sob rotinas diárias dos pesquisadores, data desconhecida
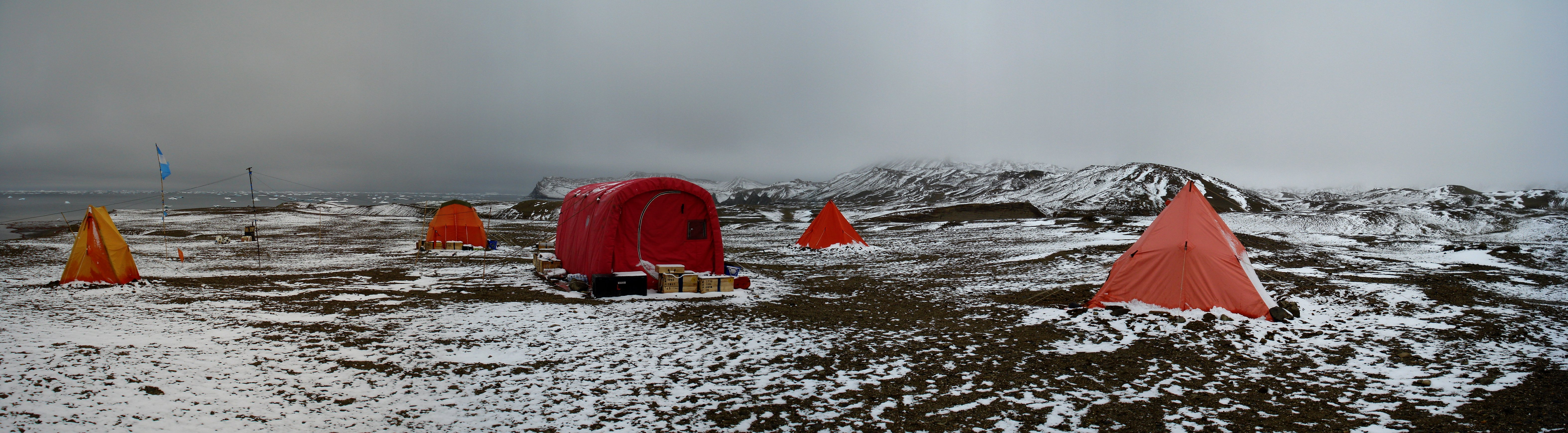
Acampamento científico, outono austral de 2009
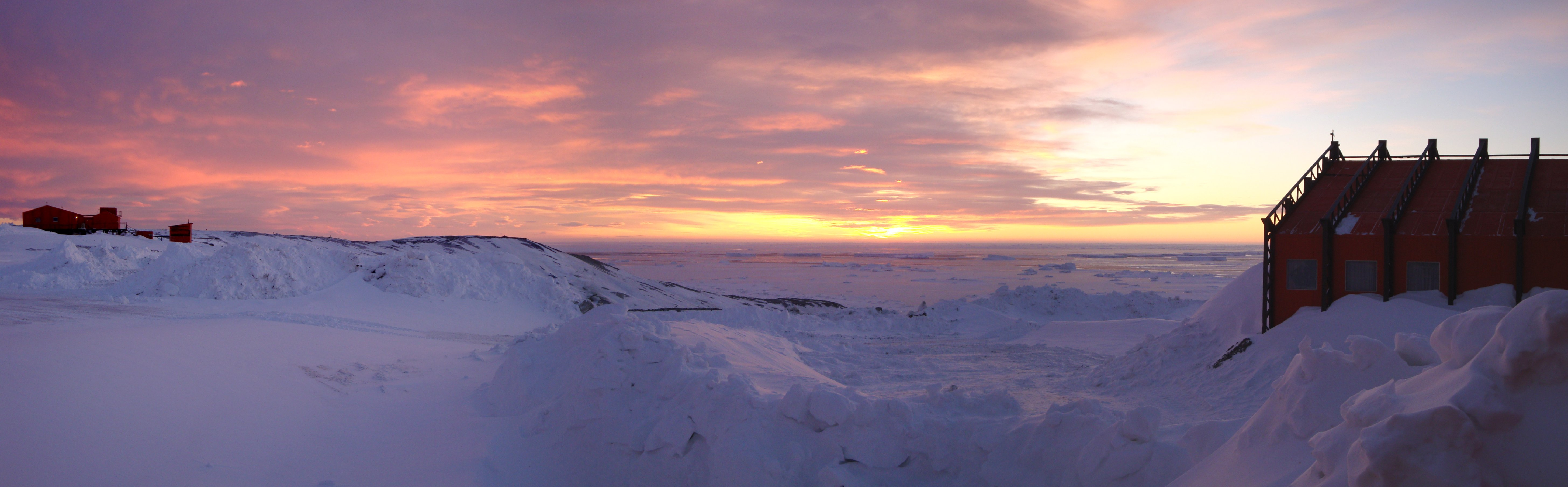
Fotografia panorâmica da Base Marambio ao amanhecer, outono austral de 2009.

## Clima
Apesar de sua latitude relativamente baixa, a Estação Marambio está situada em um clima glacial, embora seja muito menos severo do que no interior da Antártida.
No entanto, o clima é severo, com temperaturas médias raramente acima de 0 °C e presença de fortes ventos. Esses ventos fortes geram uma sensação térmica que faz com que as temperaturas pareçam mais baixas. Em particular, rajadas de até 220 km/h podem ocorrer durante os meses de inverno. Devido ao derretimento parcial da neve no verão, devido às temperaturas diurnas acima de zero, animais assim como uma vida vegetal limitada (musgos, líquens e plantas vasculares) conseguem prosperar durante os meses mais quentes de dezembro, janeiro e fevereiro.
As temperaturas médias mensais variam de −15,1 °C em junho a −1,7 °C em dezembro. Durante o verão, a temperatura média máxima está acima do ponto de congelamento, enquanto a média mínima é de −4,2 °C. No entanto, as temperaturas podem atingir até 15 °C ou cair abaixo de −15 °C durante o verão. No inverno, a temperatura média máxima é de −11 °C enquanto a média mínima é de −19 °C. Ocasionalmente, as temperaturas podem superar o ponto de congelamento durante o inverno. Isso ocorre quando ar quente do nordeste (caracterizado por alta cobertura de nuvens e neblina) ou do noroeste se desloca em direção à península. À medida que o ar quente atravessa as montanhas na península, ele se aquece ao descer, resultando em condições quentes e secas de maneira semelhante a um vento Zonda. A temperatura mais alta registrada foi de 17,4 °C em 23 de março de 2015. Este registro foi superado em 9 de fevereiro de 2020, quando uma temperatura de 20,75 °C foi registrada na estação.
Neblina ocorre com frequência na estação. Dezembro e janeiro são os meses mais nebulosos, com uma média de 16 a 19 dias de neblina, enquanto junho a setembro são os menos nebulosos, com uma média de 9 a 11 dias. A estação é caracterizada por uma cobertura de nuvens alta ao longo do ano na forma de nuvens estrato. O verão é a estação mais nublada, com uma média de 24 dias nublados, enquanto os invernos são os menos nublados, com uma média de 10 a 11 dias nublados.
| Dados climatológicos para Base Marambio                              | Dados climatológicos para Base Marambio | Dados climatológicos para Base Marambio | Dados climatológicos para Base Marambio | Dados climatológicos para Base Marambio | Dados climatológicos para Base Marambio | Dados climatológicos para Base Marambio | Dados climatológicos para Base Marambio | Dados climatológicos para Base Marambio | Dados climatológicos para Base Marambio | Dados climatológicos para Base Marambio | Dados climatológicos para Base Marambio | Dados climatológicos para Base Marambio | Dados climatológicos para Base Marambio |
| Mês                                                                  | Jan                                     | Fev                                     | Mar                                     | Abr                                     | Mai                                     | Jun                                     | Jul                                     | Ago                                     | Set                                     | Out                                     | Nov                                     | Dez                                     | Ano                                     |
| -------------------------------------------------------------------- | --------------------------------------- | --------------------------------------- | --------------------------------------- | --------------------------------------- | --------------------------------------- | --------------------------------------- | --------------------------------------- | --------------------------------------- | --------------------------------------- | --------------------------------------- | --------------------------------------- | --------------------------------------- | --------------------------------------- |
| Temperatura máxima recorde (°C)                                      | 15,2                                    | 15,8                                    | 17,4                                    | 12,3                                    | 15,4                                    | 8,4                                     | 10,8                                    | 8,5                                     | 9,8                                     | 11,7                                    | 13,8                                    | 16,5                                    | 17,4                                    |
| Temperatura máxima média (°C)                                        | 1,7                                     | 1,0                                     | −2,1                                    | −6,1                                    | −7,4                                    | −10,7                                   | −10,3                                   | −9,3                                    | −6,1                                    | −3,6                                    | −0,4                                    | 1,3                                     | −4,3                                    |
| Temperatura média (°C)                                               | −0,8                                    | −1,8                                    | −5,5                                    | −10,0                                   | −11,9                                   | −14,9                                   | −14,9                                   | −13,8                                   | −10,6                                   | −7,3                                    | −3,4                                    | −1,3                                    | −8,0                                    |
| Temperatura mínima média (°C)                                        | −3,0                                    | −4,2                                    | −8,6                                    | −13,7                                   | −16,1                                   | −18,7                                   | −19,3                                   | −18,1                                   | −14,8                                   | −11,0                                   | −6,2                                    | −3,7                                    | −11,4                                   |
| Temperatura mínima recorde (°C)                                      | −9,5                                    | −15,6                                   | −24,6                                   | −31,5                                   | −34,5                                   | −37,6                                   | −36,8                                   | −38,3                                   | −34,0                                   | −26,8                                   | −21,3                                   | −11,2                                   | −38,3                                   |
| Precipitação (mm)                                                    | 44,5                                    | 55,1                                    | 51,6                                    | 26,2                                    | 24,6                                    | 14                                      | 17,8                                    | 17,5                                    | 30,7                                    | 18                                      | 27,9                                    | 35,1                                    | 363                                     |
| Dias com neve                                                        | 16,2                                    | 12,8                                    | 13,9                                    | 12,2                                    | 9,5                                     | 9,5                                     | 8,5                                     | 9,5                                     | 8,9                                     | 11,9                                    | 13,0                                    | 15,3                                    | 141,2                                   |
| Fonte: Servicio Meteorológico Nacional (precipitação de 2001 a 2010) |                                         |                                         |                                         |                                         |                                         |                                         |                                         |                                         |                                         |                                         |                                         |                                         |                                         |
| Fonte 2: Meteo Climat (Recordes Máximos e Mínimos)                   |                                         |                                         |                                         |                                         |                                         |                                         |                                         |                                         |                                         |                                         |                                         |                                         |                                         |